# Noserius indicus
Noserius indicus är en skalbaggsart som först beskrevs av Charles Joseph Gahan 1906.  Noserius indicus ingår i släktet Noserius och familjen långhorningar.
Artens utbredningsområde är:
- Iran.
- Pakistan.
- Taiwan.

Inga underarter finns listade i Catalogue of Life.